# Bob Bainbridge
Robert Bainbridge (sống thập niên 1920) là một cầu thủ bóng đá người Anh có 35 lần ra sân ở Football League thi đấu cho Lincoln City. Ông thi đấu ở vị trí thủ môn. Ông cũng ra sân 37 lần cho Lincoln tại Midland League, và thi đấu bóng đá non-league cho Jarrow, Sittingbourne, Gateshead Town và Leadgate.